# Viviana Corsini
Viviana Corsini (7 dicembre 1943) è un'ex cestista italiana.

## Carriera
Con l'Italia ha disputato i Campionati mondiali del 1967 e tre edizioni dei Campionati europei (1968, 1970, 1972).